# Eulasiona aperta
Eulasiona aperta là một loài ruồi trong họ Tachinidae.